# Тіль Уленшпігель
Тіль Уленшпі́гель (ниж.-нім. Dyl Ulenspegel, нім. Till Eulenspiegel, нід. Tijl Uilenspiegel; 1300, Німеччина — 1350) — герой середньовічного німецького та нідерландського фольклору. Блазень, штукар і пройдисвіт, чий образ був використаний у багатьох пізніших мистецьких творах, найвідоміший з яких — «Легенда про Уленшпігеля».

## Життєпис
Життя Тіля Уленшпігеля докладно описано в німецькій народній книзі «Захопливий твір про пройдисвіта Тіля, народженого в землі Брауншвейг, про те, як склалось життя його…» (нім. Ein kurtzweilig Lesen von Dyl Ulenspiegel, geboren uß dem Land zu Brunßwick, wie er sein leben volbracht hat…), виданій у 1510 чи 1511 році. За цим джерелом, Тіль народився у 1300 році в містечку Кнайтлінген-ам-Ельм і був охрещений у сусідньому селі Амплебен, в каплиці замку, що належав його батькові Тілю фон Уетцу. Обряд хрещення виконав абат Арнольд Пфаффенмеєр. Також поширена версія Ернста Гетцінгера про те, що Тіль народився в селі Кнетлінген, що в лісі Мельме у Саксонії. За Гетцінгером, батька Тіля звали Клаус Уленшпігель, а мати — Анн Віткен.

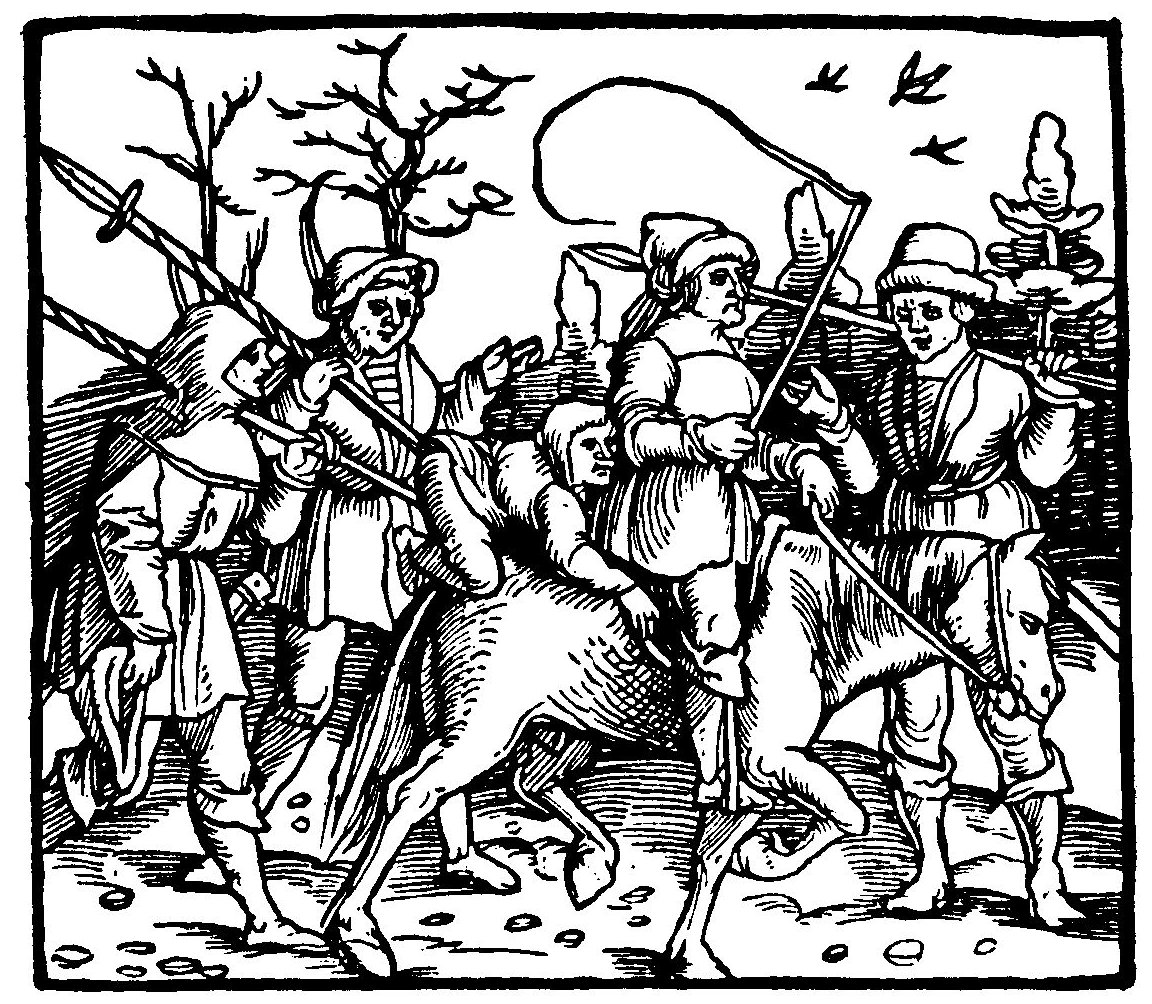
Малюнок з німецької народної книги, на якому зображено одну з найперших витівок малого Уленшпігеля.

Вже з малих років Тіль вирізнявся кмітливістю і схильністю до витівок. Наприклад, широко відомий епізод про те, як малюк їдучи за спиною батька на ослі показував перехожим свій голий зад. Саме від нього походить одна з етимологічних версій його імені: від німецького прислів'я ick bin ulen spegel — «я твоє дзеркало» або від поєднання слів ulen — «підтирати» і spegel — «сідниці». Ця версія вельми правдоподібна, оскільки Уленшпігель дуже любив каламбури і гру слів, побудовану на буквальному їх розумінні. Втім, через непристойність ця версія не стала розповсюдженою. Більш відома й офіційно прийнята версія про те, що прізвище героя походить від поєднання двох нижньонімецьких слів: eule — «сова» і spiegel — «дзеркало». Сова ще від античних часів означала мудрість, що натякає на глибинний підтекст уленшпігелевих дотепів. Дзеркало означає критичне ставлення Тіля, який своїми жартами насправді показував людям їхні власні недоліки. Водночас, дзеркало у середньовічній культурі було ознакою дурисвіта, блазня. Що ж стосується імені Тіль, то його вважають скорочено формою імен Дітріх або Егідій.

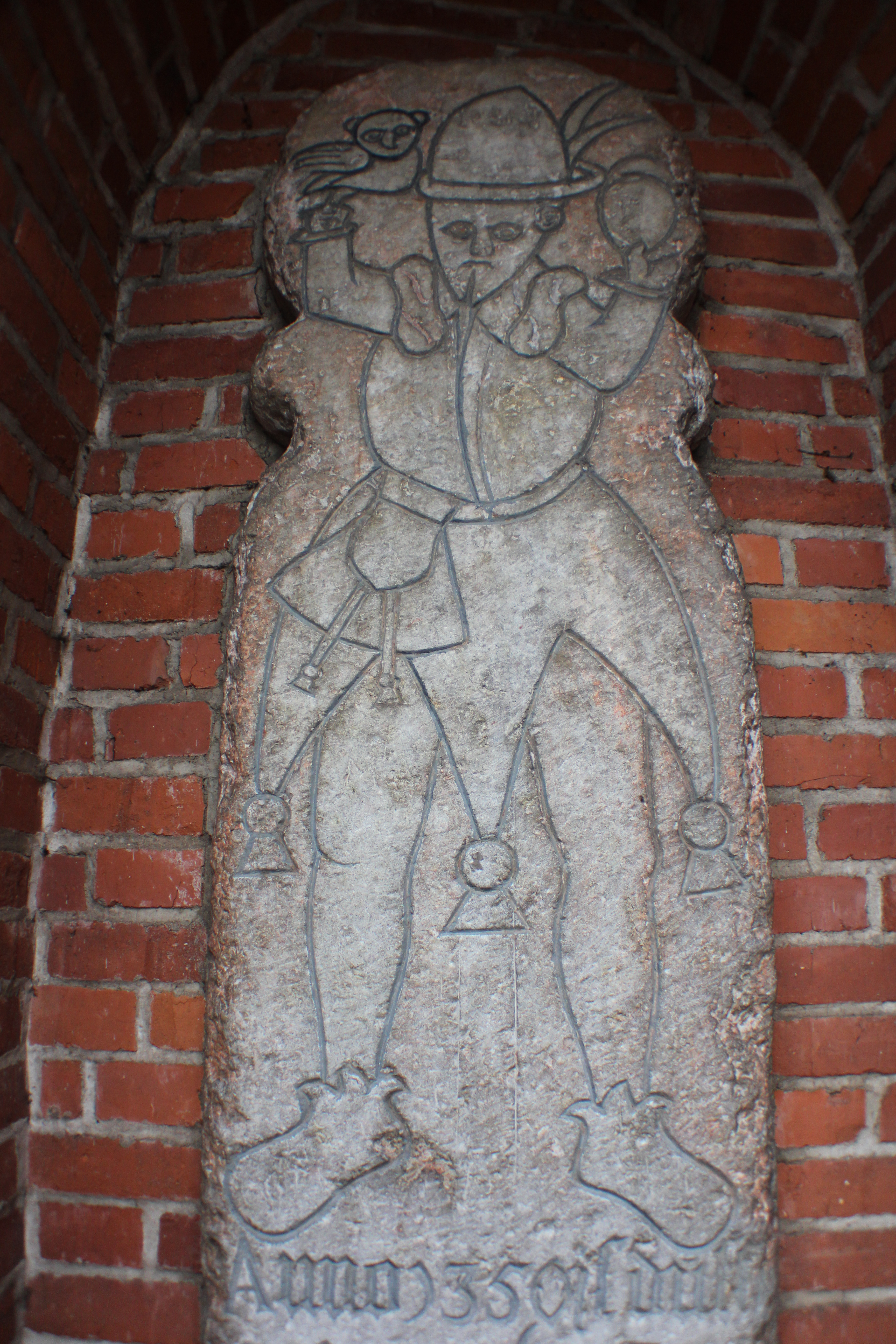
Ймовірний надгробок втраченої могили Уленшпігеля в Мельні.

Про доросле життя Тіля Уленшпігеля достеменно відомо мало. Народні книги з його життєписом сходяться в тому, що Тіль не мав постійного заробітку і якогось фаху. В юнацькі роки він байдикував і розважався, пізніше почав мандрувати. Його мандри охоплювали не тільки Німеччину, але й Нідерланди і Бельгію також. Пересувався Уленшпігель зазвичай верхи на ослі. Уленшпігель здобував гроші на прожиток здебільшого видурюючи їх у жадібних або нерозумних людей. Однак йому приписують майстерність у дрібних ремеслах: Тіль вмів виготовляти прості музичні інструменті, різьбив по дереву, малював. Інколи наймався чорноробом то до коваля, то до пекаря, однак мав схильність і до дрібного злодійства. В історичній брауншвейзькій книзі є згадка про ув'язнення в 1339 році Тіля ван Кнайтлінгена і чотирьох простолюдинів за дорожнє пограбування.
В німецькому місті Мельні збереглася кам'яна плита середини XVI сторіччя, напис на якій свідчить, що Тіль Уленшпігель помер у цьому місті в 1350 році від чуми. Ця дата його смерті наразі вважається найбільш вірогідною. Менш відома могила Уленшпігеля, розташована біля великої середньовічної вежі в бельгійському містечку Дамме.
На честь Тіля Уленшпігеля влаштовано музеї в містах Дамме, Мельн і Шеппенштедт. Йому споруджено численні пам'ятники в різних містах Німеччини і Бельгії.

## Образ у мистецтві

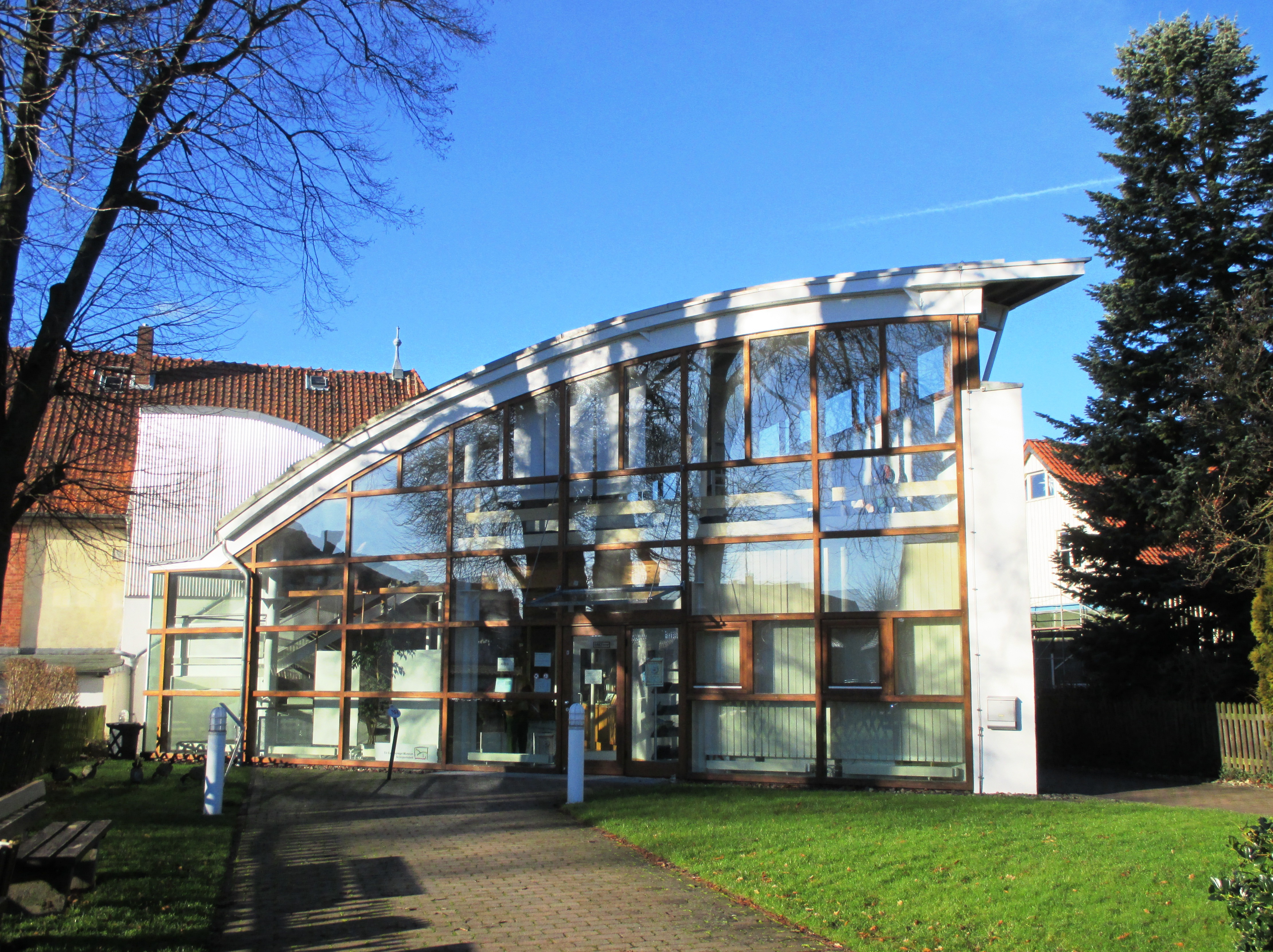
Музей Тіля Уленшпігеля в Шеппенштедті.

Ще у Середньовіччі образ Тіля Уленшпігеля став загальновідомим і популярним. Народна любов до дрібного шахрая пояснювалась тим, що більшість витівок Уленшпігеля були спрямовані проти багатих, зарозумілих, аморальних людей. Цьому герою приписують авторство численних анекдотів, а епізоди з його життя перетворились на сцени народних книжок. З часом образ Уленшпігеля втратив частку своєї реалістичності й набув рис вигаданого героя. Його все частіше зображали у вбранні блазня із незмінно-атрибутичними совою і дзеркалом.
Про силу народної любові свідчить те, що більшість пам'яток чи документів, пов'язаних з іменем цього персонажа, датовані XVI сторіччям, тобто люди і через 200 років згадували історію його життя. Саме у цьому сторіччі, в 1510 або 1511 році, була видана народна книга «Захопливий твір про пройдисвіта Тіля, народженого в землі Брауншвейг, про те, як склалось життя його…». Найбільш повний життєпис Тіля Уленшпігеля виправдав свою назву і швидко став настільки популярним, що його почали перекладати іншими мовами, зокрема, французькою, англійською, нідерландською, польською і навіть латиною.
У 1867 році бельгійський письменник Шарль де Костер написав «Легенду про Уленшпігеля», в якій переніс народного героя до Фландрії часів Реформації. Письменник вдало поєднав фольклорну базу (деякі з народних переказів передав дослівно) з історичним сюжетом, що розгортається на тлі кривавої борні Нідерландів за незалежність. Уленшпігеля він дещо героїзував, надавши тому більше серйозності, ніж він мав за життя. Цей твір перевершив відомістю давню біографію і привернув увагу інших митців до образу народного жартівника. За книгою Шарля де Костера була поставлена п'єса Григорія Горіна «Тіль» (1970), знято фільм «Легенда про Тіля» (1976). Крім того, цей персонаж посів високе місце в різноманітних сценічних мистецтвах.
У французькій мові існують слова, похідні від прізвища цього героя: espiégle — «пустун», «штукар» і espiéglerie — «пустощі», «витівка».
Слід зазначати, що образ Тіля Уленшпігеля як мандрівного блазня, пройдисвіта і жартівника не є унікальним. В інших культурах існували схожі персонажі, наприклад, Ходжа Насреддін і Гершеле Острополер.

## Твори про Уленшпігеля

### Музика
- «Веселі витівки Тіля Уленшпігеля» (Till Eulenspiegels lustige Streiche, 1894—1895) — симфонічна поема Ріхарда Штрауса;
- «Тіль Уленшпігель» (1965—1985) — опера Миколи Каретнікова;
- «Фламандська легенда» (1978) — рок-опера Ромуальда Грінблата;
- «Sowizdrzał» (в перекладі з польської «Уленшпігель») — пісня Войцеха Плохарського;
- «Eulenspiegel» — пісня групи Saltatio Mortis.

### Драматургія
- «Тіль» (1970) — п'єса Григорія Горіна.

### Хореографія
- «Легенда про Уленшпігеля» (1974) — балет Євгена Глєбова.

### Екранізації
- «Пригоди Тіля Уленшпігеля» (1956) — художній фільм Йоріса Івенса;
- «Легенда про Тіля» (1976) — художній фільм Олександра Алова і Володимира Наумова;
- «Тіль Уленшпігель» (2003) — анімаційний фільм Еберхарда Юнкенсдорфа.

Пам'ятники на честь Тіля Уленшпігеля